# Mari Corona
La Mari Corona è una struttura geologica della superficie di Venere.